# Tinantia standleyi
Tinantia standleyi är en himmelsblomsväxtart som beskrevs av Julian Alfred Steyermark. Tinantia standleyi ingår i släktet änketårssläktet, och familjen himmelsblomsväxter. Inga underarter finns listade.